# Broad Daylight

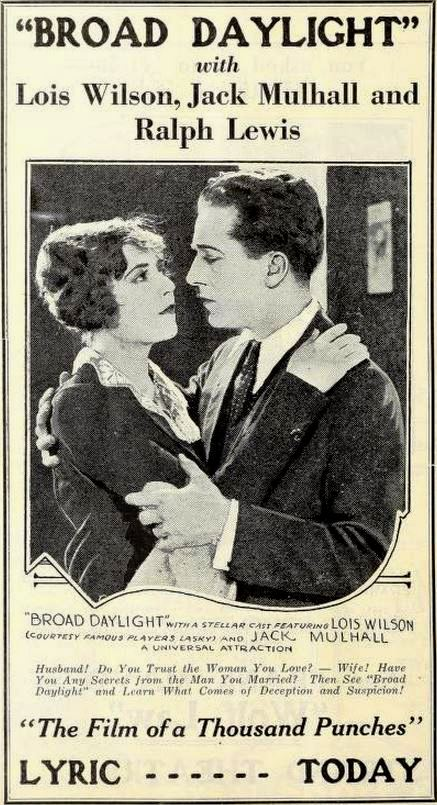
Annonce pour le film.

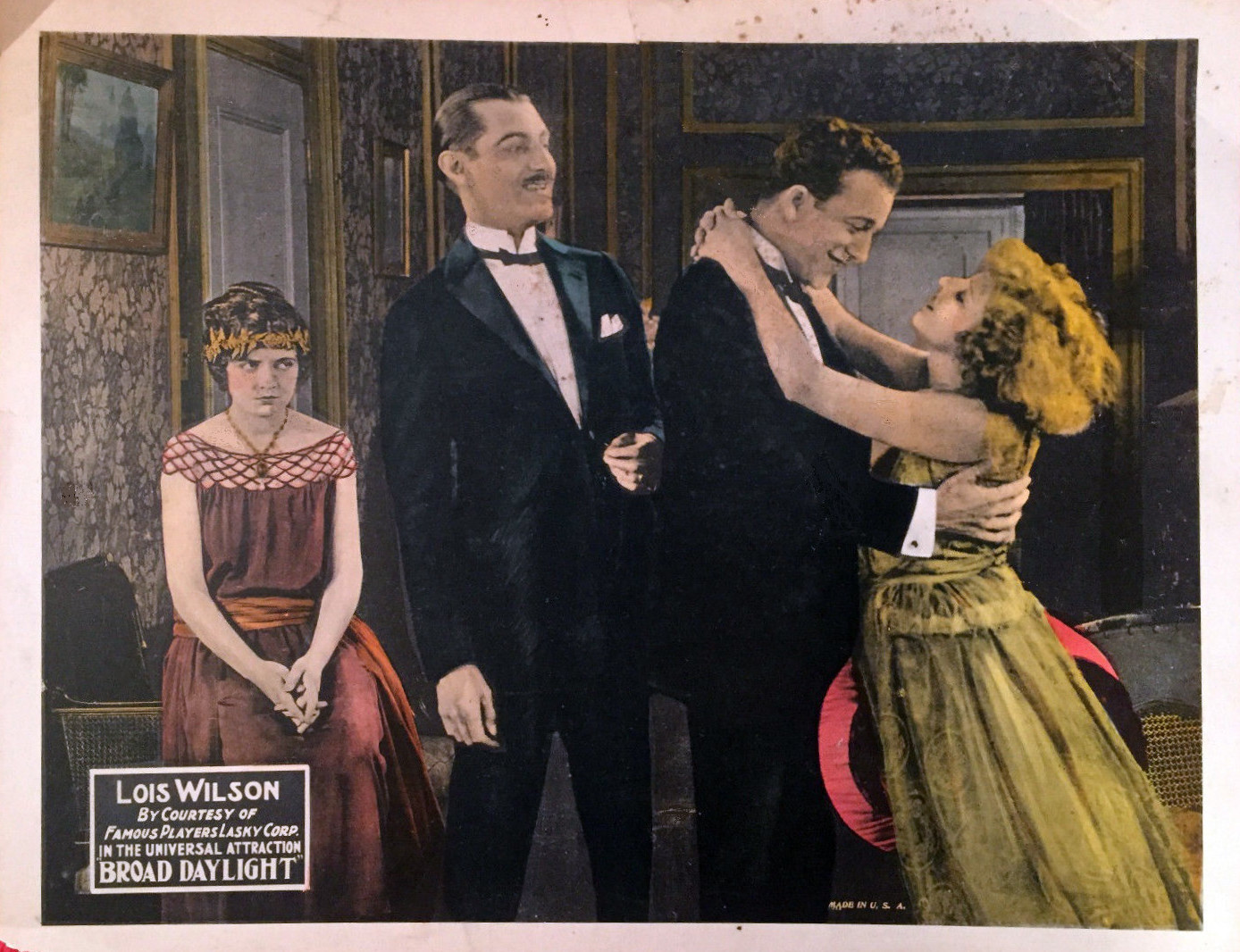
Carte promotionnelle du film.

Broad Daylight est un film américain réalisé par Irving Cummings, sorti en 1923.

## Fiche technique
- Réalisation : Irving Cummings
- Scénario : Harvey Gates d'après une histoire de George W. Pyper
- Photographie : William Fildew
- Genre : Mélodrame[1]
- Production : Universal Film Manufacturing Company
- Distributeur : Universal Film Manufacturing Company
- Durée : 50 minutes
- Date de sortie : 30 octobre 1922

## Distribution
- Lois Wilson : Nora Fay
- Jack Mulhall : Joel Morgan
- Ralph Lewis : Peter Fay
- Kenneth Gibson : Davy Sunday
- Wilton Taylor : Detective Marks
- Ben Hewlett : Shadow Smith
- Robert Walker : The Scarab